# Kenai-félsziget
A Kenai-félsziget Alaszka déli partjainál elterülő nagy félsziget az Amerikai Egyesült Államokban. A Kenai név valószínűleg a Cook Inlet orosz nevéből, a Kenajszkajából származik.
A félsziget közel 240 km hosszú, az Anchorage-tól délre emelkedő Chugach-hegységtől délnyugatra terül el. A félszigetet nyugatról a Cook Inlet, keletről a Prince William tengerszoros határolja, mely az Alaszkai-öböl része. A félszigeten több ezer évvel ezelőtt atapaszka és alutiiq őslakosok éltek. Geraszim Izmajlov, orosz felfedező volt az első európai a félszigeten, 1789-ben. A félsziget délkeleti oldalán fut végig a Kenai-hegység. Itt található a Kenai Fjords Nemzeti Park. A félszigeten számos tó található, és a lazacokról is híres Kenai-folyó. A félsziget keleti és déli oldalán több gleccser található, továbbá két nevezetes jégmező: a Sargent Icefield és a Harding Icefield.

## Városok
Itt található Dél-Alaszka néhány népesebb városa:  Seward,  Soldotna, Kenai,  Cooper Landing és Homer. Seward az alaszkai vasút déli végállomása. Homer és Kenai menetrend szerinti repülőjáratokkal érhető el, emellett további kisebb repülőterek találhatók Soldotnában és Sewardban. Homer nevezetessége, hogy ez a város az észak-amerikai szilárd burkolatú autóútrendszer utolsó pontja, mely Alaszkát az USA 48 államával összeköti.

## Klima
A félsziget kellemes tengerparti klimával rendelkezik, sok esővel. A félsziget Alaszka azon kevés területei közé tartozik, ahol földművelés végezhető.

## Ásványi és természeti kincsek
A félszigeten kőolaj, földgáz és szénkészletek találhatók. A turizmus a helyi gazdaság fő ágazata, mely az ide látogatóknak horgászati és vadászati szolgáltatásokat nyújt.